# Zero the Hound
Zero the Hound es un corto de animación estadounidense de 1941, de la serie Animated Antics. Fue producido por los estudios Fleischer y distribuido por Paramount Pictures.

## Argumento
Un cazador y su perro, Zero, se lamentan de la escasez de patos cuando de pronto el más arrogante y presumido de todos los ánades pasa ante ellos. En ese momento empezará una persecución infructuosa que acabará de una manera totalmente sorprendente e inesperada.

## Realización
Zero the Hound es la quinta entrega de la serie Animated Antics (bufonadas animadas) y fue estrenada el 14 de febrero de 1941.